# Kvalspelet till världsmästerskapet i fotboll 2006 (Concacaf)
I Kvalspelet till världsmästerskapet i fotboll 2006 (CONCACAF) deltog 34 lag som tävlade om 3 platser till VM-slutspelet 2006 samt en kvalplats för spel om en plats i VM-slutspelet. 
Kvalspelet var indelat i fyra omgångar. I den första omgången möttes de 22 lägst rankade lagen. I den andra omgången lottades de 11 segrarna från omgång ett mot de 11 högst rankade lagen, och lagen rankade 12 och 13 fick mötas. Detta gav 12 segrare som i omgång tre delades in i tre grupper där ettan och tvåan gick vidare till omgång fyra. De sex lagen från omgång tre möttes alla och de tre främsta gick till VM-slutspelet medan det fjärdeplacerade laget fick kvala mot ett lag från Asiatiska kvalgruppen för en plats i VM-slutspelet

## Omgång 1
I den första omgången lottades de 11 lägst rankade lagen mot de 11 lag som var rankade precis ovanför dessa. Varje möte avgjordes i två matcher.

### Resultattabell
| Lag 1                    | Totalt | Lag 2                   | Möte 1 | Möte 2 |
| Grenada                  | 8–1    | Guyana                  | 5–0    | 3–1    |
| Bermuda                  | 20–0   | Montserrat              | 13–0   | 7–0    |
| Haiti                    | 7–0    | Turks- och Caicosöarna  | 5–0    | 2–0    |
| Brittiska Jungfruöarna   | 0-10   | Saint Lucia             | 0–1    | 0–9    |
| Caymanöarna              | 1–5    | Kuba                    | 1–2    | 0–3    |
| Aruba                    | 2–10   | Surinam                 | 1–2    | 1–8    |
| Antigua och Barbuda      | 2–3    | Nederländska Antillerna | 2–0    | 0–3    |
| Belize                   | wo     | Puerto Rico             | –      | –      |
| Dominica                 | 4–2    | Bahamas                 | 1–1    | 3–1    |
| Amerikanska Jungfruöarna | 0–11   | Saint Kitts och Nevis   | 0–4    | 0–7    |
| Dominikanska republiken  | 6–0    | Anguilla                | 0–0    | 6–0    |

## Omgång 2
I den andra omgången lottades de 11 vinnarna från omgång ett mot de 11 högst rankade lagen, och lagen rankade 12 och 13 möttes.
Varje möte avgjordes i två matcher, där det första laget i varje match nedan började på hemmaplan.

### Resultattabell
| Lag 1                   | Totalt | Lag 2                 | Möte 1 | Möte 2 |
| USA                     | 6–2    | Grenada               | 3–0    | 3–2    |
| El Salvador             | 4–3    | Bermuda               | 2–1    | 2–2    |
| Haiti                   | 1–4    | Jamaica               | 1–1    | 0–3    |
| Panama                  | 7-0    | Saint Lucia           | 4–0    | 3–0    |
| Kuba                    | 3–3    | Costa Rica            | 2–2    | 1–1    |
| Surinam                 | 2–4    | Guatemala             | 1–1    | 1–3    |
| Nederländska Antillerna | 1–6    | Honduras              | 1–2    | 0–4    |
| Kanada                  | 8–0    | Belize                | 4–0    | 4–0    |
| Dominica                | 0–18   | Mexiko                | 0–10   | 0–8    |
| Barbados                | 2–5    | Saint Kitts och Nevis | 0–2    | 2–3    |
| Dominikanska republiken | 0–6    | Trinidad och Tobago   | 0–2    | 0–4    |

## Omgång 3
I omgång tre spelade vinnarna i omgång 2 i tre fyralagsgrupper, där samtliga lag i gruppen mötte varandra två gånger. De två bästa i varje grupp gick vidare till omgång 4.

### Grupp A

#### Resultattabell
| Lag         | S | V | O | F | GM | IM | MS  | P  |
| ----------- | - | - | - | - | -- | -- | --- | -- |
| USA         | 6 | 3 | 3 | 0 | 13 | 3  | +10 | 12 |
| Panama      | 6 | 2 | 2 | 2 | 8  | 11 | −3  | 8  |
| Jamaica     | 6 | 1 | 4 | 1 | 7  | 5  | +2  | 7  |
| El Salvador | 6 | 1 | 1 | 4 | 2  | 11 | −9  | 4  |

| Hemma \ Borta | Guatemala | Kuba | Trinidad och Tobago | USA |
| El Salvador   | —         | 0–3  | 2–1                 | 0–2 |
| Jamaica       | 0–0       | —    | 1–2                 | 1–1 |
| Panama        | 3–0       | 1–1  | —                   | 1–1 |
| USA           | 2–0       | 1–1  | 6–0                 | —   |

### Grupp B

#### Resultattabell
| Lag        | S | V | O | F | GM | IM | MS | P  |
| ---------- | - | - | - | - | -- | -- | -- | -- |
| Costa Rica | 6 | 3 | 1 | 2 | 12 | 8  | +4 | 10 |
| Guatemala  | 6 | 3 | 1 | 2 | 7  | 9  | −2 | 10 |
| Honduras   | 6 | 1 | 4 | 1 | 9  | 7  | +2 | 7  |
| Kanada     | 6 | 1 | 2 | 3 | 4  | 8  | −4 | 5  |

| Hemma \ Borta | Honduras | Jamaica | Kanada | Mexiko |
| Costa Rica    | —        | 5–0     | 2–5    | 1–0    |
| Guatemala     | 2–1      | —       | 1–0    | 0–1    |
| Honduras      | 0–0      | 2–2     | —      | 1–1    |
| Kanada        | 1–3      | 0–2     | 1–1    | —      |

### Grupp C

#### Resultattabell
| Lag                            | S | V | O | F | GM | IM | MS  | P  |
| ------------------------------ | - | - | - | - | -- | -- | --- | -- |
| Mexiko                         | 6 | 6 | 0 | 0 | 27 | 1  | +26 | 18 |
| Trinidad och Tobago            | 6 | 4 | 0 | 2 | 12 | 9  | +3  | 12 |
| Saint Vincent och Grenadinerna | 6 | 2 | 0 | 4 | 5  | 12 | −7  | 6  |
| Saint Kitts och Nevis          | 6 | 0 | 0 | 6 | 2  | 24 | −22 | 0  |

| Hemma \ Borta                  | Costa Rica | El Salvador | Haiti | Surinam |
| Mexiko                         | —          | 8–0         | 7–0   | 3–0     |
| Saint Kitts och Nevis          | 0–5        | —           | 0–3   | 1–2     |
| Saint Vincent och Grenadinerna | 0–1        | 1–0         | —     | 0–2     |
| Trinidad och Tobago            | 1–3        | 5–1         | 2–1   | —       |

## Omgång 4
De lag som slutade etta och tvåa i respektive grupp i omgång 3 spelade i en sexlagsgrupp, där samtliga lag i gruppen mötte varandra två gånger. De tre bästa lagen i denna grupp gick vidare till VM i fotboll 2006 medan det fjärdeplacerade laget fick kvala mot det femteplacerade laget i Asiens kvalgrupp.

### Resultattabell
| Lag                 | S  | V | O | F | GM | IM | MS  | P  |
| ------------------- | -- | - | - | - | -- | -- | --- | -- |
| USA                 | 10 | 7 | 1 | 2 | 16 | 6  | +10 | 22 |
| Mexiko              | 10 | 7 | 1 | 2 | 22 | 9  | +13 | 22 |
| Costa Rica          | 10 | 5 | 1 | 4 | 15 | 14 | +1  | 16 |
| Trinidad och Tobago | 10 | 4 | 1 | 5 | 10 | 15 | −5  | 13 |
| Guatemala           | 10 | 3 | 2 | 5 | 16 | 18 | −2  | 11 |
| Panama              | 10 | 0 | 2 | 8 | 4  | 21 | −17 | 2  |

| Hemma \ Borta       | Costa Rica | El Salvador | Honduras | Mexiko | Trinidad och Tobago | USA |
| Costa Rica          | —          | 3–2         | 1–2      | 2–1    | 2–0                 | 3–0 |
| Guatemala           | 3–1        | —           | 0–2      | 2–1    | 5–1                 | 0–0 |
| Mexiko              | 2–0        | 5–2         | —        | 5–0    | 2–0                 | 2–1 |
| Panama              | 1–3        | 0–0         | 1–1      | —      | 0–1                 | 0–3 |
| Trinidad och Tobago | 0–0        | 3–2         | 2–1      | 2–0    | —                   | 1–2 |
| USA                 | 3–0        | 2–0         | 2–0      | 2–0    | 1–0                 | —   |